# 阿爾伯馬爾灣海戰

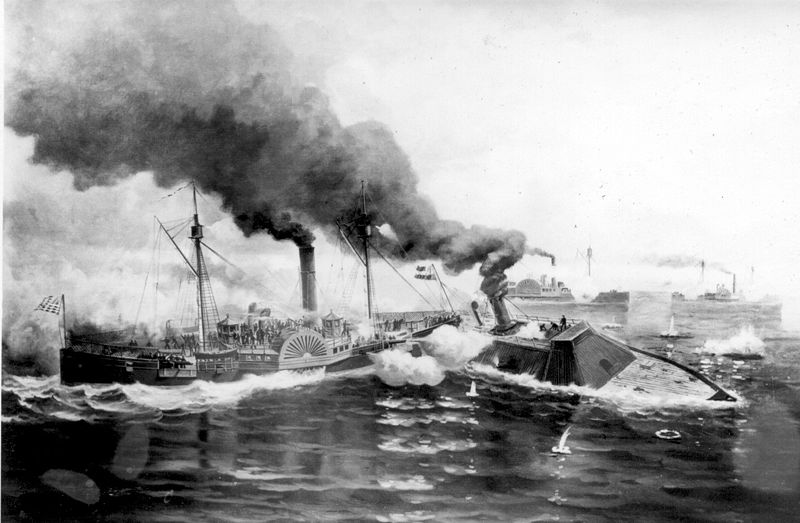
阿爾伯馬爾灣海戰

阿爾伯馬爾灣海戰於1864年5月5日發生在北卡羅來納州阿爾伯馬爾灣，是南北戰爭中北軍為控制卡羅來納的普利茅斯而發動的第二場戰役。

## 戰前
1864年4月，南軍阿爾伯馬爾號鐵甲撞擊艦逼使普利茅斯的北軍要塞投降，激起南方軍民要收復兩年前一直被北軍佔領的新伯恩的決心。

## 戰事
5月早期，南軍的阿爾伯馬爾號向新伯恩推進，到達阿爾伯馬爾灣，雙方開戰，但有足足8艘艦艇的北軍未能擊敗敵軍，直到薩薩卡斯號炮艇衝撞阿爾伯馬爾號，使兩戰艦都受重創，其後，雙方的其他戰艦繼續戰鬥，但沒有成果。

## 戰事結束
北軍傷亡人數為31，南軍則有57人。